# Sphaeromorda velutinoides
Sphaeromorda velutinoides es una especie de coleóptero de la familia Mordellidae.

## Distribución geográfica
Habita en la Provincia del Cabo (Sudáfrica).